# Ла-Гийерми
Ла-Гийерми́ (фр. La Guillermie) — коммуна во Франции, находится в регионе Овернь. Департамент коммуны — Алье. Входит в состав кантона Ле-Мейе-де-Монтань. Округ коммуны — Виши.
Код INSEE коммуны — 03125.

## Население
Население коммуны на 2008 год составляло 151 человек.
| 1962 | 1968 | 1975 | 1982 | 1990 | 1999 | 2008 |
| ---- | ---- | ---- | ---- | ---- | ---- | ---- |
| 251  | 285  | 246  | 193  | 155  | 159  | 151  |

## Экономика
В 2007 году среди 89 человек в трудоспособном возрасте (15—64 лет) 57 были экономически активными, 32 — неактивными (показатель активности — 64,0 %, в 1999 году было 62,0 %). Из 57 активных работали 46 человек (29 мужчин и 17 женщин), безработных было 11 (5 мужчин и 6 женщин). Среди 32 неактивных 7 человек были учащимися или студентами, 9 — пенсионерами, 16 были неактивными по другим причинам.